# 디안 퀴리스
디안 퀴리스(Diane Kurys, 1948년 12월 3일 ~ )는 프랑스의 각본가, 영화 프로듀서, 영화 감독, 영화배우이다.
리옹에서 태어났다.

## 영화
- 스톱 유어 무비! (2015년)
- 그녀만을 위하여 (2013년)
- 사강 (2008년)
- 내 남편 길들이기 (2003년)
- 파리에서의 마지막 키스 (1999년)
- 식스 데이 식스 나잇 (1994년)
- 어 맨 인 러브 (1987년)
- 우리들 사이 (1983년)
- 박하향 소다수 (1977년)